# Margaret Hayes

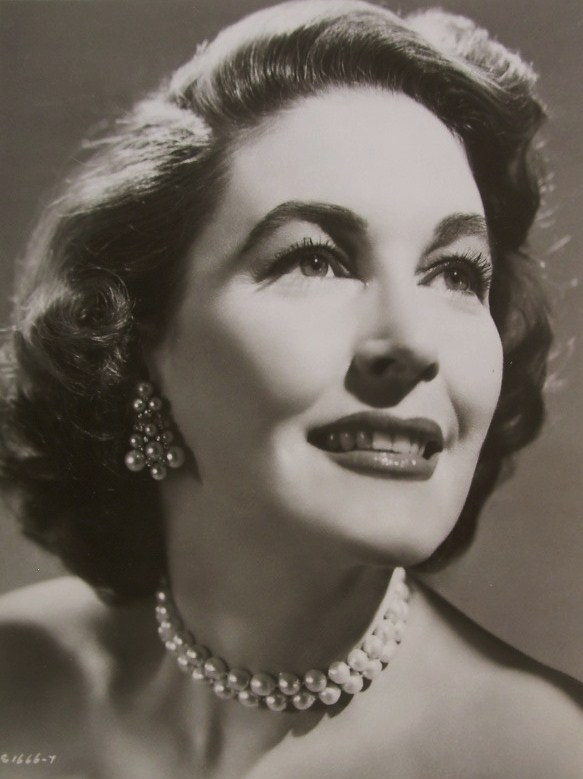
Margaret Hayes i filmen Vänd dem inte ryggen 1955.

Margaret Hayes, född 5 december 1916 i Baltimore, Ohio, död 26 januari 1977 i Miami Beach, Florida, var en amerikansk skådespelare. Hennes födelsenamn var Florette Regina Ottenheimer, Margaret Hayes var ett artistnamn hon tog efter att en kortare period kallat sig Dana Dale.
Hon medverkade i över 80 filmer och TV-produktioner. Mot slutet av karriären på 1960-talet gästspelade hon i TV-serier som Perry Mason, Bröderna Cartwright och Försvarsadvokaterna.

## Filmografi, urval
- 1941 – Med tio cents på fickan
- 1942 – En dam smider planer
- 1942 – Glasnyckeln
- 1942 – Ja, se fruntimmer!
- 1943 – Vi spioner
- 1955 – Vänd dem inte ryggen!
- 1955 – Farlig lördag